# Capel St. Andrew
Capel St. Andrew is een civil parish in het bestuurlijke gebied Suffolk Coastal, in het Engelse graafschap Suffolk. In 2001 telde het civil parish 77 inwoners.